# Logotip
Lógotíp je grafični element, ki označuje neki produkt ali podjetje in je sestavljen iz črk. Rečemo mu tudi besedni znak. Primer: Coca-cola 
Angleški izraz logo prevajamo z besedo znak, ne logotip. Znak je lahko slikovni, besedni ali kombinacija. Besedni znak poznamo tudi kot logotip.
Namen logotipa je predvsem lažja prepoznavnost posameznega podjetja, programa, produkta, še posebej v današnjem času ko se imena pogosto ponavljajo. 
Logotip ima komunikativno in reklamno vrednost,  saj podjetja pogosto uporabijo domiselne logotipe z namenom, da bi jih ali svoj produkt opazili, si ga zapomnili in ga obenem ločili od drugih podjetij, produktov,... Za ta namen pridejo v poštev predvsem slikovni ( npr. logotip skupine Slon in Sadež) ali kombinirani logotip ( npr. podjetje Windows ).